# Ahn Dong-Jin
Ahn Dong-Jin es un deportista surcoreano que compitió en judo. Ganó una medalla de plata en los Juegos Asiáticos de 2002, en la categoría de –81 kg.

## Palmarés internacional
| Juegos Asiáticos | Juegos Asiáticos      | Juegos Asiáticos | Juegos Asiáticos |
| Año              | Lugar                 | Medalla          | Categoría        |
| ---------------- | --------------------- | ---------------- | ---------------- |
| 2002             | Busan (Corea del Sur) | Medalla de plata | –81 kg           |